# حارة المركزي (إب)

تعديل مصدري - تعديل

المركزي  إحدى حارات مدينة القاعدة بمحافظة إب، بلغ تعداد سكانها 1504 نسمة حسب تعداد اليمن لعام 2004.